# Finlandzki Okręg Wojskowy
Finlandzki Okręg Wojskowy (ros. Финляндский военный округ) – jeden z okręgów wojskowych Imperium Rosyjskiego, działający od sierpnia 1864 do 1905, kiedy to został włączony do Petersburskiego Okręgu Wojskowego .